# Földváry Ferenc (gróf)
Tancsi gróf Földváry Ferenc (1700. február 14. – 1770. december 12.) költő, imaszerző, földbirtokos.

## Élete
Földváry Pál és harinai Farkas Sára fiaként született. Feleségül vette 1727-ben Dobokán lakó káli Kún István egyetlen leányát Kún Erzsébetet, akivel a Doboka-megyei birtokokat kapta. 1755. február 15-én grófi rangra emelték. Neje 1736-ban megőrült és úgy hunyt el 1770. augusztus 14-én.

## Munkái
Kesergő Könyörgések... (költemények, év nélkül)